# The Ice Age Adventures of Buck Wild
Kỷ Băng Hà: Cuộc Phiêu Lưu Của Buck Wild  (The Ice Age Adventures of Buck Wild) là một bộ phim hoạt hình hài phiêu lưu năm 2022 do John C. Donkin đạo diễn, và cũng là tác phẩm đầu tay của ông, với phần kịch bản của Jim Hecht, Ray DeLaurentis và William Schifrin. Nó nối tiếp như một phần phụ của loạt phim Kỷ Băng Hà và lấy bối cảnh sau các sự kiện của Kỷ băng hà: Trời sập. Phim có sự tham gia lồng tiếng của Simon Pegg (lồng tiếng cho Buck Wild), Vincent Tong, Aaron Harris, Utkarsh Ambudkar và Justina Machado cũng đóng vai chính trong phim.
Phim kể về hai anh em chuột có túi Crash và Eddie và cuộc phiêu lưu của họ để trở thành chuột có túi độc lập cùng với nhân vật chính Buck Wild. Ban đầu được lên kế hoạch là một bộ phim truyền hình dài tập, nhưng cuối cùng Kỷ Băng Hà: Cuộc Phiêu Lưu Của Buck Wild đã được phát triển lại thành một tập phim dài. Được sản xuất bởi 20th Century Animation và phát hành dưới nhãn hiệu Walt Disney Pictures, phim được phát hành vào ngày 28 tháng 1 năm 2022, dưới dạng phim gốc của Disney+.
Phim nhận được những đánh giá chủ yếu là tiêu cực từ các nhà phê bình, những người cảm thấy rằng phim thiếu sự tập trung chính vào nhân vật chính và chỉ trích việc tuyển diễn viên lồng tiếng, chất lượng hoạt hình, sự vắng mặt của Scrat và quyết định sản xuất phim mà không có sự tham gia của Blue Sky Studios. Khả năng có phần tiếp theo của bộ phim đã được nhà sản xuất điều hành Lori Forte thảo luận.

## Tóm tắt
Trong một nỗ lực thực hành một trong những pha nguy hiểm cực đoan của họ, Crash và Eddie đã vô tình gây ra một trận tuyết lở và phá hủy môi trường sống mùa hè của cả nhóm. Manny, Sid, Diego và Ellie tức giận với họ, tuyên bố rằng họ sẽ không thể tự mình tồn tại. Muốn chứng minh họ sai, Crash và Eddie bí mật rời trại tạm thời của họ trong khi những người khác đang ngủ. Phát hiện họ đã biến mất vào sáng hôm sau, Ellie nhất quyết yêu cầu những người còn lại đi tìm. Trong khi đó, Crash và Eddie tình cờ gặp lối vào Thế Giới Mất Tích, một vùng đất đầy khủng long, và tình cờ gặp người bạn cũ Buck, người đã cứu họ khỏi những kẻ săn mồi và nói với họ rằng một con khủng long mặt sừng tên là Orson, người đã bị bắt nạt khi còn nhỏ vì có một bộ não khổng lồ, đã thoát khỏi cảnh lưu đày và đến để chinh phục Thế Giới Mất Tích. Buck cố gắng đưa Crash và Eddie trở về nhà của họ, nhưng phát hiện ra rằng Orson đã che lối vào bằng một tảng đá.
Buck và những con chuột có túi đi đến nơi trú ẩn của Buck, nơi Buck giải thích việc anh từng là thành viên của một đội cũ đã thiết lập một hố nước làm nơi để động vật cùng tồn tại hòa bình. Anh tiếp tục nói rằng Orson đã không chấp nhận lời đề nghị gia nhập đội của anh vì hắn tin vào một thế giới nơi kẻ mạnh thống trị kẻ yếu và hắn là người lãnh đạo tất cả. Buck giải thích thêm rằng họ đã đánh bại Orson và trục xuất hắn đến một hòn đảo, tại nơi đó hắn đã dùng lửa để điều khiển hai con chim ăn thịt.
Hai con chim ăn thịt tìm thấy nơi ẩn náu của Buck, nhưng Zee, một con chồn hôi sọc cái từng là thành viên trong đội cũ của Buck, đã cứu Buck và những con chuột có túi bằng cách sử dụng dắm để hạ gục những con chim ăn thịt. Orson sau đó có một đội quân chim ăn thịt và tấn công hố nước, Buck và Zee bảo các con vật sơ tán. Buck và Zee, mối quan hệ của họ trở nên căng thẳng sau khi đội của họ tan rã, đi cùng những con chuột có túi để cùng giúp đỡ. Họ đến Đầm Phá Mất Tích và triệu tập người bạn cũ Momma, một con khủng long bạo chúa. Khi Orson và những kẻ săn mồi của hắn đến và tấn công họ một lần nữa, Buck và Zee tha thứ cho nhau vì đã chia tay đội cũ và đồng ý làm việc cùng nhau. Để đánh lạc hướng, Buck bị Orson bắt giữ, để những người khác trốn thoát.
Cố gắng tìm ra cách mà Orson kiểm soát lũ chim ăn thịt, Zee và những con chuột có túi nghĩ ra một kế hoạch để giải cứu Buck. Ellie, Manny, Sid và Diego phát hiện ra rằng Crash và Eddie đã bước vào Thế Giới Mất Tích và khám phá ra lối vào. Họ tình cờ gặp Momma, người đã cho họ cưỡi trên mình đến hố nước, nơi Orson đã bắt Buck để nuôi những con chim ăn thịt của mình, định lấy anh làm ví dụ cho bất kỳ ai từ chối tuân theo quy tắc của hắn. Zee và những con chuột có túi giải thoát Buck và chiến đấu với Orson và quân đội của hắn, với Manny, Sid, Diego, Ellie và Momma tham gia trận chiến. Buck cố gắng giải thích với Orson rằng mọi người cần được sống trong hòa bình, nhưng Orson kiêu ngạo từ chối anh ta và tiếp tục chiến đấu. Sau khi phát hiện ra rằng Orson điều khiển những con chim ăn thịt bằng lửa, Crash và Eddie tạo ra ngọn lửa của riêng chúng và ngăn chặn những con chim ăn thịt đánh nhau và thay vào đó khiến hai con chim ăn thịt đuổi theo Orson, cứu Thế Giới Mất Tích.
Ellie, Manny, Sid và Diego xin lỗi Crash và Eddie vì đã nghi ngờ họ và yêu cầu họ về nhà, nhưng Crash và Eddie bày tỏ rằng họ muốn ở lại Thế Giới Mất Tích cùng Buck và Zee. Buồn vì không được ở bên họ nữa nhưng tự hào khi thấy cuộc phiêu lưu của họ với Buck đã khiến họ trưởng thành hơn, Ellie cho phép Crash và Eddie ở lại và nói lời tạm biệt, nhưng Crash và Eddie vẫn thường xuyên đến thăm cả nhóm.

## Lồng tiếng
- Simon Pegg ... Buck|Buckminster "Buck" Wild: Chồn một mắt và thợ săn khủng long.[1][2]
- Utkarsh Ambudkar ... Orson: Một con khủng long mặt sừng với bộ não phình to muốn kiểm soát Thế Giới Mất Tích.[1]
- Justina Machado ... Zee: Một con chồn hôi sọc từng là thành viên trong đội siêu anh hùng của Buck.[1][3]
- Vincent Tong và Aaron Harris ... Crash và Eddie: Anh em chuột có túi song sinh và cũng là anh em nuôi của Ellie.[1][2]
- Dominique Jennings ... Ellie: Một con voi ma mút lông mịn, vợ của Manny, em gái nuôi của Crash và Eddie.[1][2]
- Jake Green ... Sid: Một con lười lém lỉnh là bạn thân nhất của Manny và Diego, đồng thời là người sáng lập đàn. Anh ấy ban đầu được lồng tiếng bởi John Leguizamo từ các phần phim trước.[1][2]
- Sean Kenin Elias-Reyes ... Manny: Một con voi ma mút lông mịn là chồng của Ellie, bạn thân nhất của Sid và Diego và là thủ lĩnh của đàn.[1][2]
- Skyler Stone ... Diego: Một con hổ răng kiếm là bạn thân nhất của Manny và Sid và là một thành viên trong đàn.[1][2]

Các giọng nói bổ sung bao gồm Theo Borders, Jason Harris, Kristin McGuire, Shakira Ja'nai Paye, Peter Pamela Rose và Jason Linere White.

## Sản xuất

### Phát triển
Vào tháng 7 năm 2016, Bustle lưu ý rằng khả năng có phần thứ sáu của loạt phim [[Kỷ Băng Hà|Kỷ Băng Hà (phim) là tương đối cao nhưng sẽ phụ thuộc vào thành tích phòng vé của phần thứ năm.
Vào tháng 8 năm 2018, Giám đốc điều hành của 20th Century Fox, Stacey Snider đã thông báo về việc phát triển một loạt phim truyền hình xoay quanh nhân vật Buck, do Blue Sky Studios sản xuất. Vào tháng 12 năm 2020, dự án được xác nhận là đã được phát triển lại thành phim có tựa đề Kỷ Băng Hà: Cuộc Phiêu Lưu Của Buck Wild xoay quanh việc Buck tham gia chuyến phiêu lưu trong Thế giới khủng long cùng với Crash và Eddie, trong sự kiện Disney Investor Day 2020. Simon Pegg được cho là sẽ trở lại với vai Buck.
Blue Sky đã đóng cửa vào ngày 10 tháng 4 năm 2021 và do đó, nhiều dự án sắp tới của họ đã bị hủy bỏ. Không giống như các bộ phim Kỷ Băng Hà trước đây do 20th Century Fox phát hành và được sản xuất bởi 20th Century Fox Animation và Blue Sky, bộ phim này được sản xuất bởi Walt Disney Pictures. Mặc dù vậy, quá trình sản xuất Kỷ Băng Hà: Cuộc Phiêu Lưu Của Buck Wild vẫn tiếp tục. Khi áp phích giới thiệu được công bố, người ta tiết lộ rằng tiêu đề đã thay đổi từ Ice Age: Adventures of Buck Wild thành The Ice Age Adventures of Buck Wild, bao gồm cả từ 'the' ở đầu tiêu đề. Vào ngày 14 tháng 1 năm 2022, đạo diễn John C. Donkin và nhà sản xuất điều hành Lori Forte nói rằng Blue Sky chưa bao giờ tham gia vào bộ phim. Điều này sau đó đã được xác nhận bởi các nhà sản xuất của Kỷ Băng Hà: Câu Chuyện Về Scrat, Chris Wedge, Michael Knapp và Anthony Nisl trong một cuộc phỏng vấn vào tháng 4 năm 2022 với Paste.

### Lồng tiếng
Simon Pegg đã thể hiện lại vai Buck của mình trong Kỷ băng hà 3: Khủng long thức giấc và Kỷ băng hà: Trời sập, đã được xác nhận khi bộ phim được công bố. Tuy nhiên, anh ấy là diễn viên duy nhất trở lại từ các phần phim trước, khi Ray Romano, John Leguizamo, Denis Leary, Queen Latifah, Seann William Scott và Josh Peck được thay thế.

### Hoạt ảnh
Hoạt ảnh đã được thuê ngoài bởi Bardel Entertainment ở Vancouver. Bardel trước đây đã hợp tác với Disney và 20th Century Animation trong Nhật Ký Cậu Bé Bút Chì (2021). Khoảng 80 người đã tham gia vào việc tạo ra Kỷ Băng Hà: Những Cuộc Phiêu Lưu Của Buck Wild. Hầu như tất cả quá trình sản xuất đều được thực hiện từ xa, khiến Donkin không bao giờ có cuộc họp với toàn bộ nhóm. Donkin nói, "Đó là một đội khá tinh gọn. Tuy nhiên, mọi người đều có thể thực sự tập trung và làm việc chăm chỉ tại nhà của họ." Anh ấy cũng nói rằng họ đã hoàn thành việc sản xuất bộ phim vào cuối năm 2020.

### Âm nhạc
Batu Sener sáng tác phần âm nhạc. Nhạc phim được phát hành vào ngày 28 tháng 1 năm 2022, bởi Hollywood Records và Walt Disney Records.

## Phát hành

### Truyền thông
Cái nhìn đầu tiên của bộ phim được chiếu vào ngày 10 tháng 12 năm 2020, tại ngày Disney's Investor, dó là hoạt ảnh Crash và Eddie đã được Buck và con thằn lằn bay Penelope cứu khỏi cái chết.

### Trực tuyến
Phim được phát hành tại Mỹ và Canada vào ngày 28 tháng 1 năm 2022, dưới dạng phim gốc của Disney+. Sau đó nó được phát hành trên Disney+ ở các quốc gia khác vào ngày 25 tháng 3 năm 2022. Tuy nhiên, bộ phim đã được phát hành trên dịch vụ của Walt Disney Pictures thay vì 20th Century Studios, sau khi được chuyển từ 20th Century Studios và 20th Century Animation.

## Phản hồi

### Lượng người xem
Theo ứng dụng theo dõi lượng người xem TV Time của Whip Media, Kỷ Băng Hà: Cuộc Phiêu Lưu Của Buck Wild là bộ phim được mong đợi thứ 10 trong tháng 1 năm 2022. Theo dữ liệu từ Samba TV, 797.000 hộ gia đình ở Mỹ đã xem Kỷ Băng Hà: Cuộc Phiêu Lưu Của Buck Wild trong 2 ngày phát trực tuyến đầu tiên. Theo Whip Media, Kỷ Băng Hà: Cuộc Phiêu Lưu Của Buck Wild là bộ phim được xem nhiều thứ 8 trên tất cả các nền tảng ở Mỹ, trong tuần từ ngày 28 tháng 1 năm 2022 đến ngày 30 tháng 1 năm 2022, và thứ 10 trong tuần từ ngày 4 tháng 2 năm 2022 đến ngày 6 tháng 2 năm 2022.

### Phản ứng quan trọng
Trên trang web tổng hợp phê bình Rotten Tomatoes, 17% trong số 35 bài phê bình của các nhà phê bình là tích cực, với điểm trung bình là 3,7/10. Metacritic, sử dụng thang điểm trung bình 100, đã cho bộ phim số điểm 30 trên 100 dựa trên 5 nhà phê bình, cho thấy "các bài đánh giá nhìn chung không thuận lợi".
Courtney Howard của Variety đã đánh giá tiêu cực về bộ phim, nói rằng trọng tâm của câu chuyện nên là các nhân vật chính của các bộ phim Kỷ Băng Hà trước đó, thay vì chỉ tập trung vào nhân vật chính Buck Natalia Winkman của The New York Times nói rằng cô ấy thất vọng khi thấy bộ phim thay thế gần như toàn bộ giọng nói của những người nổi tiếng và tuyên bố rằng trong tất cả các "tội lỗi" trong phim, sự thiếu sót của Scrat là không thể tha thứ. Laura Millar từ Michigan Daily đã viết rằng cô ấy hơi thất vọng về sự thay đổi dàn diễn viên và "cốt truyện cơ bản", nhưng nói rằng cô ấy buồn nhất là bộ phim không được làm cho cùng một đối tượng như các bộ phim Kỷ Băng Hà trước đây. Johnny Loftus của Decider khen ngợi màn trình diễn của Simon Pegg, nhưng nói rằng thế giới được miêu tả xuyên suốt bộ phim có vẻ trống rỗng và chung chung, đồng thời nhận thấy sự xuất hiện của một số nhân vật không thú vị, viết, "Kỷ Băng Hà: Cuộc Phiêu Lưu Của Buck Wild có cảm giác giống như một đường tiếp tuyến, hoặc có lẽ là một phép thử cho một bộ phim hoạt hình Crash & Eddie trên màn ảnh nhỏ. Điều mà nó không giống như một bộ phim truyện."
Jennifer Green của Common Sense Media đánh giá bộ phim 3 trên 5 sao và viết: "Kỷ Băng Hà: Cuộc Phiêu Lưu Của Buck Wild [...] thường xuyên có các pha hành động hoạt hình liên quan đến các tình huống nguy hiểm và một số ngôn ngữ nhẹ nhàng. [...] Các nhân vật khám phá ra những phẩm chất của bản thân cho phép họ có được sự tự tin và cải thiện các mối quan hệ của mình. Bộ phim có thông điệp về việc tồn tại một cách hòa bình bên cạnh những kẻ thù của bạn và là một thành viên đóng góp trong đàn của bạn [...] và có một số tình tiết hài hước liên quan đến việc đi tiểu, đánh rắm và các chức năng khác của cơ thể." Cho phim điểm D+, Jesse Hassenger của The A.V. Club đã so sánh tiêu cực nó với các phần phim trước đó của Disney, nói rằng: "Phần phim này của Kỷ Băng Hà là một đoạn nội dung chung chung."  Mark Kennedy của Associated Press đã chấm cho bộ phim 2 trên 4 sao, viết: "Về mặt hình ảnh và cách kể chuyện khôn ngoan, nó không vượt quá nhiều những gì trẻ em có thể xem trên TV ngày nay. Đây là một loạt phim có vẻ như đang dần đi theo con đường của những con khủng long, trong khi chúng đã tuyệt chủng."

## Tương lai
Phần quảng cáo của bộ phim đề cập đến một bộ phim Kỷ Băng Hà khác đang được phát triển, với kịch bản do Ray DeLaurentis chấp bút. Lori Forte đã thảo luận về khả năng có phần tiếp theo, nói rằng, "Tôi nghĩ còn hơi sớm. Chúng tôi hy vọng mọi người sẽ phản hồi về điều này, và điều đó sẽ thúc đẩy chúng tôi có thể thực hiện một bộ phim khác. Nếu khán giả muốn, chúng tôi có rất nhiều ý tưởng. Ý tưởng là vô tận về các cuộc phiêu lưu và nhân vật, vì vậy chúng tôi sẵn sàng nếu họ sẵn sàng."